# Beatriz de Lencastre
Beatriz de Lencastre ou Lancastre (1542 - Leiria, 20 de Fevereiro de 1623) foi Duquesa de Bragança pelo seu casamento com Teodósio I, 5º Duque de Bragança, sendo a sua segunda esposa.

## Vida
Beatriz era filha de D. Luís de Lencastre (1505-1574), comendador-mor de Avis e filho de D. Jorge de Lencastre, 2º Duque de Coimbra, e de sua mulher D. Madalena de Granada, filha de D. João de Granada e de D. Beatriz de Sandoval. 
Em 1559, Beatriz casou-se com Teodósio I, 5º Duque de Bragança, filho de Jaime I, 4º Duque de Bragança e de sua esposa Leonor de Gusmão. Era já o segundo casamento do duque. Teve a seguinte descendência:
- Jaime de Bragança (depois de 1559 - 4 de Agosto de 1578), morto na Batalha de Alcácer Quibir;
- Isabel de Bragança (1560-1626) casada com D. Miguel Luís de Meneses, (c. 1565 - 10 de Agosto de 1637), 1.º Duque de Caminha, 6.º Marquês de Vila Real, 5.º Conde de Alcoutim e Valença, e 8.º Capitão Geral da Praça de Ceuta, sendo filho de Manuel de Meneses, 5.º Marquês de Vila Real.[1]

Sendo clandestino este casamento, a rainha regente Catarina de Áustria, viúva do Rei D. João III, ordenou ao duque de Bragança que saísse da corte; e vivesse quatro léguas distante de Lisboa. O exílio, porém, não foi demorado e o duque regressou à capital pouco tempo depois. A vida quotidiana da duquesa consistia em passar muitas horas do dia em companhia das damas e das criadas no trabalho de várias manufacturas para serviço e ornato dos templos.
Faleceu a 20 de Fevereiro de 1623, sendo sepultada no Convento das Chagas, de Vila Viçosa (Panteão das Duquesas de Bragança).